# Les Monologues du vagin
Les Monologues du vagin (The Vagina Monologues) est une pièce de théâtre de l'auteure new yorkaise Eve Ensler, créée en 1996 à Broadway.
Cette pièce est considérée comme une référence du féminisme contemporain. Depuis sa parution, la pièce a été traduite en 46 langues et interprétée dans plus de cent trente pays, dont la France.

## Historique

### Création
Eve Ensler a créé le texte elle-même « dans des lieux minuscules ». Elle impose ensuite un cahier des charges pour sa reprise : « suivre scrupuleusement le texte, être une femme, jouer bénévolement et verser les recettes à une association qui lutte contre les violences faites aux femmes. ».

### France
La pièce fut publiée en France en 1999, aux éditions Balland, dans la collection « Le Rayon. »
La pièce a été adaptée en français par Dominique Deschamps. La première représentation à Paris a eu lieu le 1er juin 2000 au théâtre Fontaine avec Fanny Cottençon dans une mise en scène de Tilly. Une version du spectacle avec trois comédiennes s'est joué à partir du 14 août 2001 dans une mise en scène d’Isabelle Rattier.
Le spectacle a été joué à Paris au théâtre Fontaine, puis à l’Européen, au Palais des glaces, à la Comédie de Paris, au Petit Théâtre de Paris et enfin au théâtre Michel.  Jenifer a fait sept représentations en province et en Suisse, puis au théâtre Michel (novembre 2009-février 2010).
Dans plus de 3 500 représentations en France (dont 2 500 à Paris), plus de 800 000 spectateurs sont venus applaudir les différentes personnalités qui ont lu ces textes[réf. souhaitée].
En 2015, une nouvelle adaptation française a vu le jour, sous la plume d’Alexia Périmony et de Coralie Miller, dans une mise en scène de cette dernière.

### Mexique
Les Monologues sont joués au Mexique depuis le 19 octobre 2000, sur une mise en scène de Abby Epstein (en). Le texte a été traduit en espagnol par Susana Moscatel et Erick Merino.

### Nigeria
Sur une mise en scène de Ifeoma Fafunwa, le monologue a été joué notamment par Bukky Ajayi (en), Teni Aofiyebi (en), Rita Dominic, Ireti Doyle, Kate Henshaw-Nuttal ou encore Joke Silva.

### Suède
En Suède, l'actrice Kim Anderzon (Guldbagge 1983) a joué de nombreuses fois ce monologue, alors sous le nom de Vivagina.

## V-Day

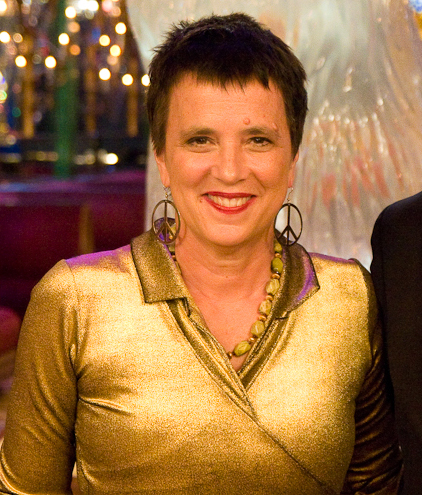
Eve Ensler en mars 2011.

À la suite d'une représentation de la pièce à New York, le 14 février 1998, l'auteure Eve Ensler a créé l’association V-Day, un mouvement mondial visant à mettre fin aux violences contre les femmes et les jeunes filles et à sensibiliser l’opinion publique à ces problèmes. L’association permet à des bénévoles d’organiser dans le monde entier des représentations exceptionnelles des Monologues du vagin pour récolter des fonds. Les fonds récoltés sont distribués à des associations locales, nationales et internationales.

## Divers
Le 7 mars 2018, Marlène Schiappa (secrétaire d'État chargée de l'Égalité entre les femmes et les hommes et de la Lutte contre les discriminations), et les deux ex-ministres Roselyne Bachelot et Myriam El Khomri ont fait une soirée-lecture de la pièce à Bobino au profit du Collectif féministe contre le viol. Elles ont reçu une ovation debout.
Le livre est classé parmi « les 25 livres féministes qu'il faut avoir lu » par le quotidien suisse Le Temps.

## Éditions
- (en) The Vagina Monologues, préface de Gloria Steinem, Villard, New York, 1998  (ISBN 0-375-75052-5)
- Les Monologues du vagin (1996), éditions Balland, coll. « Le Rayon », 1999[6] ; éditions Denoël, 2015  (ISBN 978-2207123706)